# Audi S2
De Audi S2 is een auto van de Duitse autoproducent Audi. De S2 is origineel een sportieve versie van de Audi Coupé maar kwam later ook beschikbaar op basis van de Audi 80 voor zowel de sedan als de stationwagen.
De auto kwam in 1990 op de markt met een 2,2-liter 20-kleps vijfcilinder turbomotor en quattro vierwielaandrijving. De S2 was toen alleen beschikbaar als 2-deurs coupé op basis van de Audi Coupé B3. De motor levert een vermogen van 220 pk (230 pk vanaf 1993) en 309 Nm (350 Nm vanaf 1993) waarmee de auto in 6,1 (later 5,9) seconden van 0 naar 100 km/u accelereert en een topsnelheid van 248 km/u haalt. De auto was voorzien van een handgeschakelde vijfversnellingsbak wat in 1993 een zesversnellingsbak werd.
In 1993 verscheen de S2 Avant 5-deurs stationwagen en de 4-deurs S2 sedan waarvan de laatste in een gelimiteerde oplage van slechts 306 exemplaren gebouwd is. Deze modellen waren gebaseerd op het nieuwe B4-platform van de Audi 80. Ze hebben dezelfde vijfcilinder turbomotor als de S2 Coupé. Hiermee accelereert de sedan in 6,0 seconden van 0 naar 100 km/u en heeft een topsnelheid van 246 km/u. De Avant sprint in 6,1 seconden naar de 100 km/u en heeft een topsnelheid van 242 km/u. De S2 Avant vormde later ook de basis voor de Audi RS2, een krachtigere versie die ontwikkeld is in samenwerking met Porsche.
Toen de Audi 80 in 1995 opgevolgd werd door de Audi A4, verdwenen ook de S2-modellen. Van de A4 zijn echter ook weer sportieve modellen verschenen met de naam Audi S4, in principe de geestelijk opvolger van de S2.